# Акажутиба
Акажутиба (порт. Acajutiba)  —  муниципалитет в Бразилии, входит в штат Баия. Составная часть мезорегиона Северо-восток штата Баия. Входит в экономико-статистический микрорегион Алагоиньяс. Население составляет 15 363 человека на 2006 год. Занимает площадь 229,662 км². Плотность населения — 57,4 чел./км².

## История
Город основан 28 ноября 1952 года.

## Статистика
- Валовой внутренний продукт на 2003 год составляет 54 510 252,00 реалов (данные: Бразильский институт географии и статистики).
- Валовой внутренний продукт на душу населения на 2003 год составляет 3662,09 реалов (данные: Бразильский институт географии и статистики).
- Индекс развития человеческого потенциала на 2000 год составляет 0,607 (данные: Программа развития ООН).

## География
Климат местности: тропический.